# Mistrzostwa Ukrainy w piłce nożnej (1992)
Mistrzostwa Ukrainy w piłce nożnej – sezon 1992 – pierwsze Mistrzostwa Ukrainy, po uzyskaniu niepodległości. Pierwszy niepełny sezon ukraińskiej ekstraklasy rozegrano wiosną 1992 r., kiedy to 20 zespołów podzielono na dwie grupy, w których walczono systemem dwurundowym. Zwycięzcy obydwu grup spotkali się w meczu finałowym o pierwsze mistrzostwo Ukrainy. Dość niespodziewanie wygrał zwycięzca grupy A Tawrija Symferopol, która pokonała utytułowane Dynamo Kijów 1:0. W meczu o 3. miejsce Dnipro Dniepropietrowsk pokonało Szachtara Donieck 3:2. Od następnego sezonu mistrzostwa rozgrywane systemem jesień – wiosna.
- Mistrz Ukrainy: Tawrija Symferopol
- Wicemistrz Ukrainy: Dynamo Kijów
- Zdobywca Pucharu Ukrainy: Czornomoreć Odessa
- start w eliminacjach Ligi Mistrzów: Tawrija Symferopol
- start w Pucharze UEFA: Dynamo Kijów
- start w Pucharze Zdobywców Pucharu: Czornomoreć Odessa
- awans do Wyszczej Lihi: Weres Równe, Krywbas Krzywy Róg
- spadek z Wyszczej Lihi: Nywa Winnica, Ewis Mikołajów, Temp Szepietówka, Naftowyk Ochtyrka, Prykarpattia Iwano-Frankowsk, SK Odessa
- awans do Pierwszej Lihi: Dnister Zaleszczyki, Hazowyk Komarno, Jawir Krasnopole, Zirka Kirowohrad, Bażanoweć Makiejewka, Tytan Armiańsk, Meliorator Kachowka, Drużba Osypenko
- spadek z Pierwszej Lihi: Polissia Żytomierz, Hałyczyna Drohobycz, Dnipro Czerkasy, Czajka Sewastopol, SKA Kijów, Krystał Chersoń, Azowec Mariupol, Szachtar-2 Donieck, Wahonobudiwnyk Stachanow, Czornomorec-2 Odessa
- spadek z Perechidnej Lihi do Druhiej Lihi: – Andezyt Chust, Olimpik Charków, Ełektron Romny, Łysonia Brzeżany, Promiń Wola Baraniecka, Prometej Szachtarsk, Okean Kercz, Hirnyk Charcyzk, Antracyt Kirowskie, More Teodozja

- Premier-liha (1992)
- II liga ukraińska w piłce nożnej (1992)
- III liga ukraińska w piłce nożnej (1992)